# Palazzo Dami
Palazzo Dami è un edificio storico del centro di Firenze, situato in via Maggio 38, zona Oltrarno. Il palazzo attraversa tutto l'isolato raggiungendo nella parte tergale il borgo Tegolaio 3, sul quale si trova l'antica rimessa della carrozza con annesso l'alloggio per lo stalliere.

## Storia

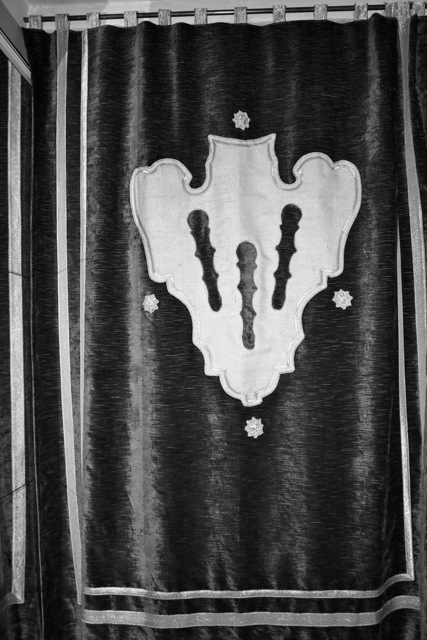
Stendardo con l'arme di Giuliano Dami

La casa, certo di antica fondazione e comunque riconfigurata nel Quattrocento, fu abitata da Giulio Parigi, che vi tenne un'Accademia del Disegno, "frequentata da italiani e stranieri", e dal figlio Alfonso, che vi morì nel 1656. Dell'identificazione della residenza con quella di Giulio Parigi e della sua Accademia attesta peraltro in modo inconfutabile Filippo Baldinucci, che la colloca, andando verso la chiesa di San Felice in Piazza, nella "terza casa, sopra quella del senatore Anton Michelozzi, dove son gli sporti, e che fa cantonata". Negli anni di Federico Fantozzi apparteneva ai Bertini e così veniva segnalata nel suo repertorio del 1843: "Appartenne al distinto architetto Giulio Parigi che fiorì nel XVII secolo e fu l'inventore dell'incisione in rame all'acqua forte. Egli teneva in questa sua casa una specie di accademia, alla quale intervenivano distinti personaggi e molti giovani da ogni parte d'Europa per apprendere da sì dotto precettore l'architettura militare e civile, le matematiche, la meccanica, la prospettiva ec. Anco suo figlio Alfonso, non meno dotto e valente architetto, qui abitò e finì i suoi giorni nel 1656. Giuliano Dami, in prima lacché del principe Giovan Gastone e poi suo intimo confidente, ministro de' piaceri, arbitro delle sue finanze e delle sue grazie, abitò questa casa che fece ridurre e migliorare". 
In effetti l'edificio conobbe un periodo di particolare fortuna proprio quando, nel 1735, fu venduto dalle suore dell'ordine del Raffaello, alle quali era pervenuto, a Giuliano Dami, aiutante di Camera e "favorito" del settimo e ultimo granduca di Toscana, Gian Gastone de' Medici. Il Dami operò notevoli trasformazioni alla proprietà (il Lastri dice che la casa "fu così da lui ridotta") chiamando a dirigere i lavori di ammodernamento gli architetti Ferdinando Ruggieri e Gioacchino Fortini. Dopo la morte del Dami (1750) l'edificio fu alienato dai nipoti e acquistato dalla nobile famiglia fiorentina dei Bicchierai, che lo divise in tre grandi appartamenti, apportando lievi modifiche che tuttavia non ne stravolsero il progetto settecentesco. Altri interventi presumibilmente promossi nella seconda metà dell'Ottocento compromisero invece parte della decorazione della volta della galleria del piano nobile, decorata ai tempi del Dami. L'intervento più evidente fu la creazione di un mezzanino, adoperato fino in epoca recente come cucina in servitù, e la scala elicoidale esterna d'accesso al nuovo livello dal cortile. Dai Bicchierai passò poi nel Novecento a nuovi proprietari. 
Nel 2009, il proprietario di allora, lo scultore Federico Caruso con la consulenza di Alberto Bruschi, avviò un esteso cantiere di restauro, che recuperò gli affreschi della galleria (scialbati), e un soffitto rinascimentale a travi dipinte, nella sala al piano nobile che dà su via Maggio (ditta esecutrice S.A.R di Cristiana Conti con l'alta sorveglianza dell'architetto Fulvia Zeuli della locale Soprintendenza; recupero e restyling degli spazi del piano nobile condotto su progetto dell'architetto Zeno Pucci).

## Descrizione

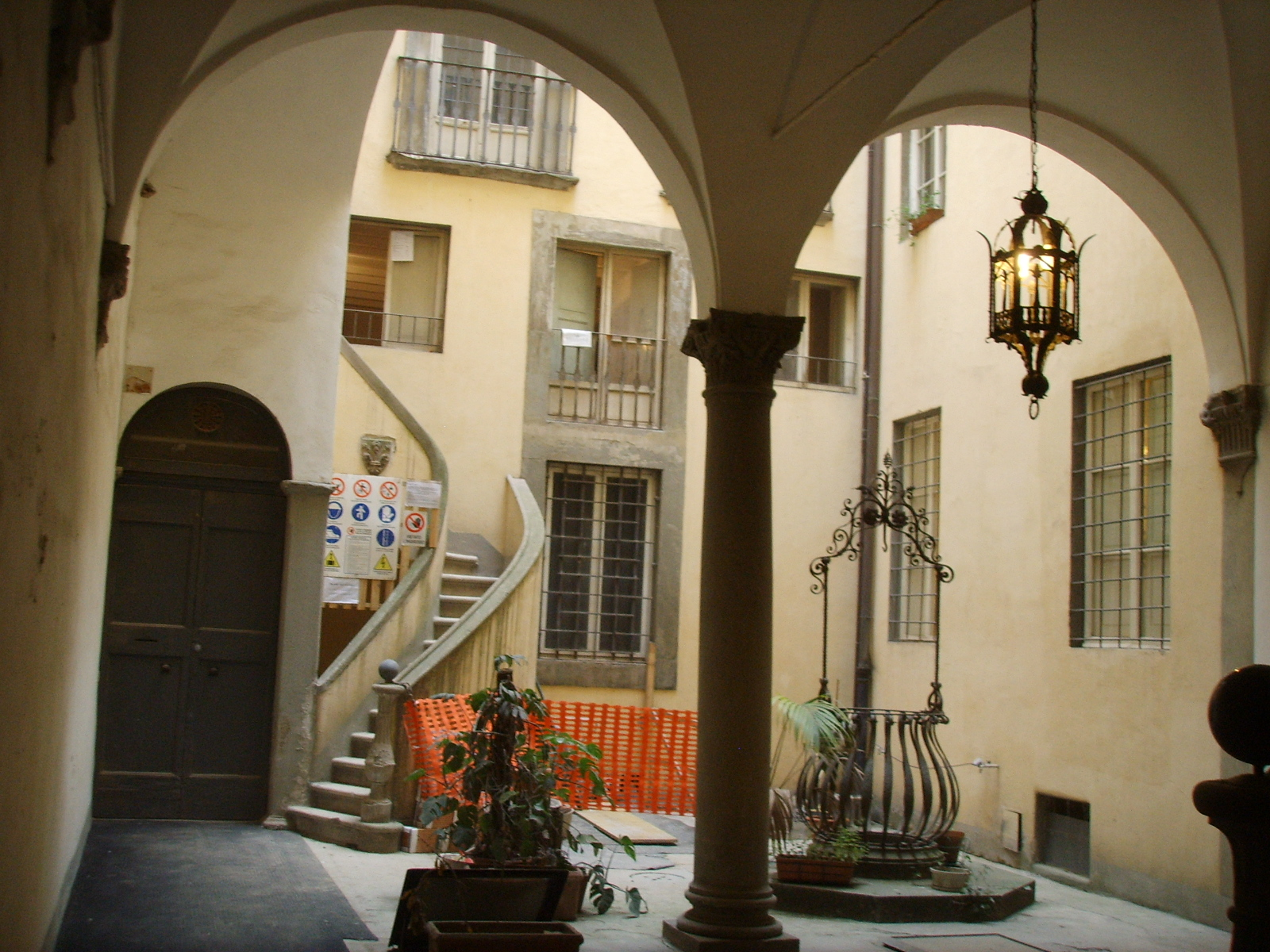
Il cortile del palazzo

### Esterno e cortile
L'edificio presenta sulla strada un fronte dalle eleganti forme settecentesche, organizzato su due assi per tre piani intercalati da due mezzanini, e nobilitato da un mascherone posto a fungere da chiave di volta del portale, forse disegnato dal Fortini. Risalgono al Settecento l'inferriata a volute nella ghiera dell'arco e il portone, in abete del Casentino.
Gli architetti  ne curarono l'ammodernamento in stile rococò, ad eccezione della corte che preserva a tutt'oggi il loggiato quattrocentesco, unica testimonianza della preesistenza rinascimentale insieme al soffitto ligneo del piano nobile.
Oltrepassato l'androne, vi è un piccolo cortile che ancora conserva il loggiato della precedente residenza quattrocentesca e che comunque è soprattutto da segnalare quale interessante esempio dello stile eclettico dovuto all'opera dei negozi antiquari della zona. Fu decorato infatti dai proprietari della galleria antiquaria con vari elementi tra i quali una vera da pozzo in ferro battuto, una scaletta ricurva, peducci di forme diverse e alcuni stemmi, che andarono ad arricchire il portichetto con due archi a sesto acuto sul lato est sorretti da una colonna in pietra serena. Anche il vano scale, al quale si accede da un'altra scala con balaustra in pietra che parte sempre dal cortile, è decorato da vari oggetti d'arte, come una statua di putto marmorea, alloggiata in una nicchia sei settecentesca dove forse doveva trovarsi un busto, e un'elaborata grata in ferro che dà luce al primo piano. L'inserimento della grata comportò la parziale demolizione della volta istoriata della galleria del piano nobile, che proseguiva sino al salone. 

### Interno

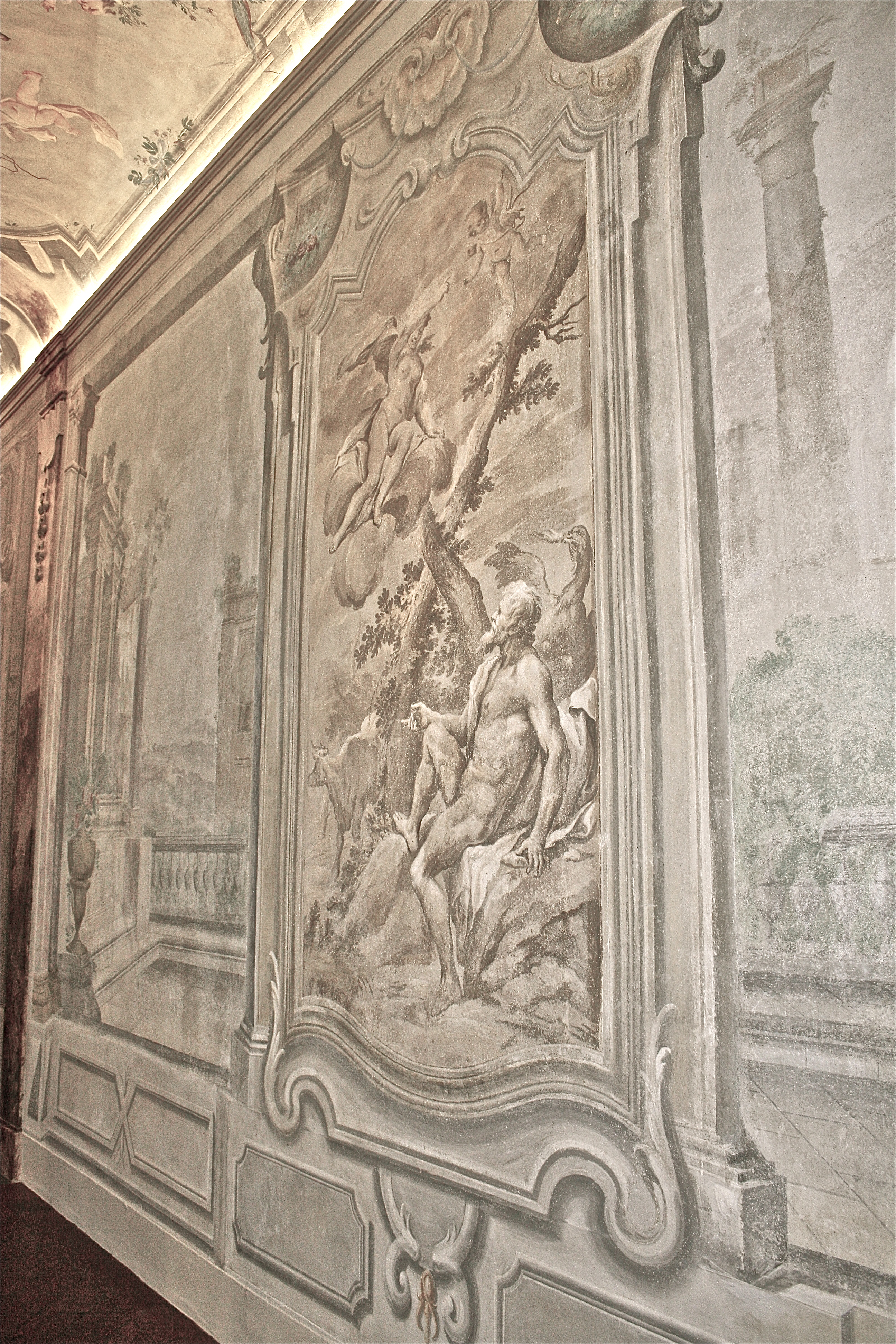
La galleria

Gli ambienti interni, per quanto limitatamente estesi, furono decorati in modo da dilatarne lo spazio, con prospettive, finte rovine e vedute rustiche, come la galleria del piano nobile e l'appartamento estivo al piano terra. Autore di questoi affreschi fu Niccolò Pintucci, che per il Dami aveva ugualmente realizzato le decorazioni della villa di Broncigliano a Scandicci. In particolare, la galleria è scandita da lesene in finto marmo, decorate da stucchi che ripropongono nel disegno le tre mazze nodose, presenti nell'arma di cittadinanza del Dami. Le quadrature ritraggono rovine all'antica e capricci architettonici, immersi in una selvaggia vegetazione, al centro alcune divinità pagane si abbandonano in una composizione arcadica; sulla volta putti sciolgono nastri di seta cremisi e ghirlande di fiori, circondati da un volo di uccelli reali e fantastici. Le quattro importanti nicchie circondate da cartigli dipinti, sono attribuite al Foggini e si pensa ospitassero, originariamente, busti di imperatori romani.
Un'antica scala interna in pietra serena, forse dell'epoca dei Parigi, collega i tre livelli del palazzo e le cantine medievali. Al secondo piano, abitato nel XVIII secolo probabilmente dalla moglie del Dami, si trova l'antica cappella del palazzo.

## Altri edifici
Al servizio di questo edificio il Dami pare che prese anche la casa attigua al n. 36. Questa è un edificio dal prospetto oltremodo semplice, di due assi su cinque piani, presumibilmente riconfigurato ai primi dell'Ottocento e quindi soprelevato. Nonostante il carattere sufficientemente anonimo nel suo affaccio sulla via è stato oggetto - per lo stretto legame che gli spazi interni hanno con l'edificio che segue segnato con il civico 38 - di una estesa campagna fotografica della Soprintendenza ai Monumenti.
Garneri (1924) segnala invece la casa come già abitata da Giuliano Dami quella in via Maggio 22, forse equivocando sulla reale ubicazione della residenza del personaggio o forse riconoscendo in questa una seconda residenza del personaggio. Qeusta casa si presenta alta e stretta, su tre piani (i due superiori con mezzanino) distribuiti su tre assi, con il portone decentrato a destra incorniciato da bugne di pietra. Conci di pietra concorrono anche a incorniciare l'arco delle finestre dei due piani superiori, (parzialmente tamponate per la riconfigurazione delle aperture in forma rettangolare), rilevate al primo piano, piatte al secondo. In asse al portone è una targhetta metallica con la scritta La Fondiaria a documentarne una precedente proprietà. La facciata è stata recentemente restaurata (ante 2013).

## Bibliografia

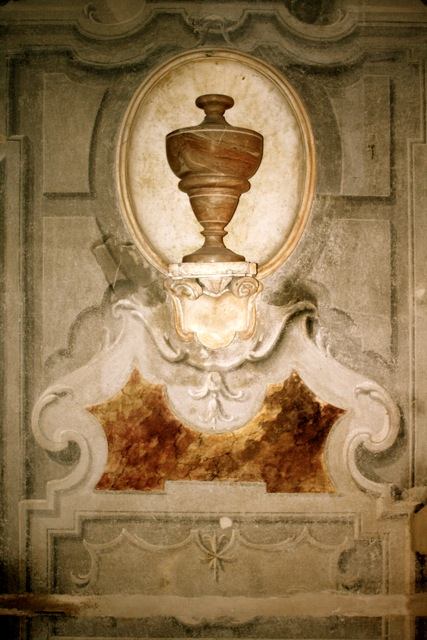
Nicchia attribuita al Foggini